# Université Sainte-Anne
L'Université Sainte-Anne est une université canadienne francophone située en Acadie à Pointe-de-l'Église, en Nouvelle-Écosse. Elle est la seule université de langue française en Nouvelle-Écosse, et la deuxième dans les maritimes après l'Université de Moncton, au Nouveau-Brunswick (mais la plus ancienne). Elle dispense son enseignement par l’intermédiaire de ses cinq campus situés à Halifax, Petit-de-Grat, Pointe-de-l'Église, Saint-Joseph-du-Moine et Tusket. Son campus principal est situé à Pointe-de-l’Église.
L'Université commence à se faire connaître sur la scène nationale et internationale, et a enregistré une hausse de 37 % du nombre de ses étudiants à la rentrée 2019, par rapport à l'année précédente.

## Historique
L'histoire de l'Université Sainte-Anne débute en 1886. Plusieurs gens et événements figurent dans l'histoire de cette université qui, aujourd'hui, est l'une de deux universités de langue française à l'est du Québec qui a une mission de promouvoir l'identité acadienne.

### Enracinement
Le début du XIXe siècle fut marqué pour les Acadiens de la Nouvelle-Écosse par la présence du père Jean-Mandé Sigogne. Ces Acadiens, pour la plus grande majorité analphabètes, n'avançaient pas au rythme de leurs voisins anglophones. La loi de 1864, soit la Free School Act, explique le retard des Acadiens vis-à-vis l'éducation. Grosso modo, cette loi leur enlevait le droit d'enseignement dans leur langue maternelle et le droit de recevoir l'enseignement religieux. C'est dans cette atmosphère troublée que les désirs de fonder le futur collège Sainte-Anne se développèrent. Déjà au début du siècle, le père Sigogne se lamentait de l'ignorance de ses ouailles et selon lui, l'éducation et le catéchisme étaient primordiaux et presqu'obligatoires pour les Acadiens. Longtemps après sa mort, survenue en 1844, Jean-Mandé Sigogne est reconnu comme étant un homme zélé, désireux de voir les Acadiens progresser.

### L'arrivée des pères eudistes
Il est juste de dire que sans la venue des Eudistes, autrement connus sous le nom de la Congrégation de Jésus et Marie, la fondation de l'université n'aurait pas été possible.  
Plusieurs raisons entourent le pourquoi de la venue des eudistes au Canada, mais mentionnons-en quatre, soit: l'enseignement dispensé par les congrégations religieuses était de moins en moins toléré en France, le supérieur général de la congrégation désirait mettre sur pied un établissement en Amérique du Nord, les Acadiens de la Baie Sainte-Marie ressentaient le besoin d'avoir un établissement d'enseignement supérieur et l’archevêque d'Halifax, Cornelius O'Brien, avait invité les Eudistes à venir au Canada. En plus, la loi militaire française de 1889, qui rendait obligatoire le service militaire chez les religieux et chez les ecclésiastiques, encouragea davantage la venue des eudistes au Canada.
En 1890, les pères Gustave Blanche et Aimé Morin arrivent à Halifax pour la fondation du futur collège. C'est à cette époque que commence dans la région de la Baie Sainte-Marie l’œuvre des pères eudistes.
L’Université Sainte-Anne a été fondée le 1er septembre 1890 par le père Gustave Blanche et les pères de la congrégation de Jésus et Marie.

### Grève de 1968
Vers la fin des années 1960, dans la région du sud-ouest de la 
Nouvelle-Écosse, des menaces de déménagement se font entendre au Collège Sainte-Anne. Le collège se retrouve en plein dilemme entre rester à sa location première ou se faire déplacer à quelques kilomètres dans la ville anglophone de Yarmouth. Différentes raisons font en sorte que la décision n'est pas chose facile. Les étudiants se positionnent contre la proposition du gouvernement provincial. Il est important, selon eux, de garder le Collège Sainte-Anne à Church Point, afin de protéger la minorité francophone.
Lors de ce mouvement étudiant, la communauté est en grande majorité du même côté que les étudiants. Solidaire à la cause, elle participe à des activités ensemble pour avoir un plus grand impact. L’appui des jeunes élèves de l’école secondaire de Clare est très efficace. La grève aura duré un total d'une semaine en décembre 1968. Les étudiants ont manifesté leur désaccord avec des piquets de grève devant leur établissement, une marche partant du collège jusqu'à Weymouth et ont même été jusqu'à brûler l’effigie de Normand Belliveau, qui était un membre du conseil des gouverneurs qui était pour le déménagement.
Le collège est maintenant devenu une université permettant à la nation acadienne de se maintenir dans la province de la Nouvelle-Écosse.

### D'autres moments marquants dans l'histoire de l'université
- Le 30 avril 1892, en vertu d’une loi provinciale, elle a été incorporée et est devenue université, avec tous les droits et privilèges afférents à ce titre.
- En 1971, la direction de l’Université a été confiée à une administration laïque.
- En 1988, Le Collège de l’Acadie a été fondé avec la mission d’offrir des programmes professionnels et techniques dans les régions acadiennes de la Nouvelle-Écosse.
- En 1995, le Collège a ouvert un campus à l'Île-du-Prince-Édouard.
- En 2003, le Collège de l’Acadie et l’Université Sainte-Anne ont fusionné pour devenir un seul et même établissement.

## Les pavillons du campus
L'année entre parenthèses est celle d'inauguration du pavillon.
- Édifice Gustave-Blanche (1890):  Ce bâtiment était le premier du campus.  Il comprenait des salles de classe, des bureaux, et la bibliothèque de l’université.  Il fut ainsi nommé en l’honneur d’un des fondateurs de l’université, Gustave Blanche.  Ces jours-ci, il comprend le Castelet (un café), des salles de classe, des bureaux et des laboratoires d'informatique.

- La Chapelle (1899):  Autrefois utilisée à des fins religieuses, la chapelle accueille des conférences, des foires et des rassemblements depuis 1971, quand l’université a été confiée à une administration laïque.  On y trouve aussi une aire de restauration.

- Édifice Dagnaud (1949):  Il abrite le département des sciences ainsi que des salles de classe.  On y trouve aussi le bureau des admissions et le registrariat.

- Édifice Bernardin-J-Comeau:  Il abrite la plupart des salles de classe et bureaux de la Faculté des Arts et Sciences.  On y trouve la Galerie Père-Léger-Comeau et le Centre provincial des ressources pédagogiques.

- Le DIF:  Il comprend l’École d’Immersion française de l’université.

- Le Centre Sportif:  On y trouve un gymnase ainsi qu’une salle de conditionnement physique, une piscine et une patinoire.

- Bibliothèque Louis-R-Comeau (1977):  La plus grande partie de la collection de livres et de documents se trouve dans cet édifice.  On y trouve aussi le Centre Acadien, seul centre de recherche en études acadiennes de la province et l’un des seuls au Canada.

- Le Rendez-vous de la Baie:  Un nouveau centre interprétatif et culturel ouvert en 2010 qui rassemble la culture vivante et l'histoire acadiennes sous un seul toit. Le centre loge les expositions interprétatives, la galerie d'art « Le Trécarré », une salle de spectacle (la salle Marc-Lescarbot) de 270 sièges présentant le théâtre, la musique et les films, aussi bien que le centre primaire d'information touristique de la région, un café servant les nourritures acadiennes et la boutique souvenir d'arts locaux.

- Le CAAE:  Le centre d’aide en affaires et en entrepreneuriat.  La mission du CAAE est d'améliorer l'économie des régions acadiennes et francophones de la Nouvelle-Écosse en fournissant une gamme appropriée de services en affaires de haute qualité aux entreprises et aux organismes sans but lucratif dans ces régions.

- Le Centre Étudiant:  Il abrite la cafétéria et «Le Château», le bar/pub étudiant.

## La bibliothèque
La fondation de la première bibliothèque de l'Université Sainte-Anne remonte à 1890, date de l'ouverture de cette institution. Une seconde bibliothèque date de 1949. Les locaux actuels, inaugurés en mai 1977, furent nommés d'après le premier recteur laïc, Louis R. Comeau, qui a grandement contribué au développement et à la survivance de l'université.
Ce nouveau centre est à la disposition des professeurs, des étudiants et des employés de l'institution ainsi que des gens de la région du sud-ouest de la Nouvelle-Écosse.      
La mission principale de la bibliothèque est de servir de soutien à l'enseignement et  l'apprentissage. Elle doit notamment donner accès aux ressources documentaires nécessaires afin que les élèves et les professeurs puissent y trouver une information sur mesure dans le cadre de leurs cours et travaux.
La collection comprend des documents dans les deux langues officielles du Canada. Les disciplines sont aussi variées que les programmes offerts par l'université. Cette bibliothèque moderne compte présentement environ 87 000 documents imprimés, audiovisuels et autres.
La bibliothèque du CPRP (Centre provincial des ressources pédagogiques) compte, à l’heure actuelle, au-delà de 80 000 documents en tous genres. Le nombre de prêts au cours des dernières années se chiffre à plus de 75 000 par an et ce nombre augmente avec l’ajout récent de l’accès en ligne.

## Facultés, départements et centres de recherche

### Facultés
L’Université Sainte-Anne est composée de deux facultés et une école :
- La Faculté des Arts et Sciences
- La Faculté des Programmes Professionnels
- L'École d'immersion

### Centres de recherche
- Le Centre acadien
- Chaire de recherche du Canada en oralité des francophones minoritaires d’Amérique (COFRAM)
- Chaire de recherche du Canada en études acadiennes et francophones
- Chaire de recherche du Canada en études acadiennes et transnationales (CRÉAcT)
- Groupe de recherche en études acadiennes (GRÉA)
- Centre d’aide en affaires et en entrepreneuriat (CAAE)
- Centre provincial de ressources pédagogiques (CPRP)
- Centre de recherche en éducation (CREUSA)
- Centre de recherche sur la santé en milieu minoritaire (CRESAM)
- Centre Yves-Beauchesne
- Centre de recherche marine (CRM)
- Laboratoire d'innovation en sciences et en industrie (LISI)

### Départements
- Département d'études anglaises
- Département d'études françaises
- Département des professions de la santé
- Département des sciences
- Département d'histoire
- Département des sciences de l'éducation
- Département des sciences administratives
- Département de français langue seconde

## Offres de formation
Les programmes suivants sont offerts:

### Programmes de deuxième cycle
- Maîtrise en Éducation, français langue maternelle (M.Éd.)
- Maîtrise en Éducation, français langue seconde (M.Éd.)
- Maîtrise en Éducation, français langue maternelle en milieu minoritaire (M.Éd.)
- Maîtrise ès arts en cultures et espaces francophones (M.A.), mention littérature et linguistique
- Maîtrise ès arts en culture et espaces francophones (M.A.), mention sciences humaines

### Programmes de premier cycle
- Études Générales (B.A.)
- Sciences (programme de trois ans) (B.Sc.)
- Études anglaises (B.A.)
- Études canadiennes (B.A.)
- Études acadiennes (B.A.)
- Études françaises (B.A. ou B.A. Hon.)
- Histoire (B.A.)
- Commerce (B.A.)
- Travail social (B.S.S.)
- Administration (diplôme régulier ou programme corporatif), (B.A.A.)
- Administration, commerce international (B.A.A.)
- Études françaises/anglaises avec concentration en traduction (B.A.)
- Études en Santé: santé publique (B.tech.)
- Éducation (B.Éd.)
- Éducation (B.A./B.Éd.)
- Éducation (B.Sc./B.Éd.)
- Tourisme et hôtellerie (B.A.)
- Service social (B.S.S.)
- Biologie (B.Sc., B.Sc. coopératif)
- Chimie (mineure)
- Physique (mineure)
- Mathématiques (mineure)
- Français (mineure)
- Anglais (mineure)
- Études canadiennes (mineure)
- Études acadiennes (mineure)
- Histoire (mineure)
- Commerce (mineure)
- Traduction (mineure)
- Sociologie (mineure)
- Administration des affaires (mineure)

### Diplômes et certificats
- Administration, diplôme: assistant administratif
- Administration des affaires
- Informatique, technologie, et technologie informatique
- Entrepreneuriat et petites entreprises
- Agent de bureau gouvernemental
- Éducation à la petite enfance ou éducation spécialisée: Assistant(e) en Éducation
- Sciences de la santé
- Sciences Pré-vétérinaires
- Diplôme préparatoire en sciences de la santé
- Soins Paramédicaux primaire et avancé
- Services Humaines, conseiller ou ressources humaines continue
- Français (Diplôme de français fonctionnel)
- Français langue seconde (débutant, intermédiaire et avancé)
- Anglais langue seconde
- Espagnol langue étrangère
- Certificat en gestion d'entreprise
- Certificat en arts de la scène
- Certificat en tourisme et culture
- Certificat en arts de la scène
- Auxiliaire en soins continus
- Techniques de travail social
- Techniques de réadaptation physique
- Assistant de l'ergothérapeute et assistant du physiothérapeute

### Formation continue
- Introduction aux études collégiales
- Certificat en gestion d'entreprise
- Formation sur mesure
- Gestion pour les organismes à but non lucratif
- Le français des affaires
- Planification de la relève d'entreprise
- Programme de perfectionnement linguistique pour les juristes
- Formation générale des adultes (FGA)
- Formation générale des adultes - auxiliaire en soins continus
- Formation et expérience de travail pour immigrants francophones
- Programme de soudage

### Immersion française
- Session d'une semaine (été)
- Session de quatre semaines pour enseignants
- Session de cinq semaines (printemps et été)
- Sessions régulières (automne et hiver)

## Vie étudiante

### Équipes sportives
Les équipes sportives de l'université sont les clubs "Dragons". Actuellement[Quand ?], il y a huit clubs Dragons :
- Volleyball féminin
- Volleyball masculin
- Hockey féminin
- Badminton
- Golf féminin
- Golf masculin
- Cross country
- Soccer masculin

### Associations étudiantes
- AGÉUSA : Association générale des étudiant(e)s de l'Université Sainte-Anne
- AÉCUSA : Association des Étudiant(e)s en Commerce de l'Université Sainte-Anne
- ACE Sainte-Anne : Advancing Canadian Entrepreneurship Sainte-Anne
- Association des étudiants en sciences de l’éducation (AÉSÉ)
- Association des anciens et amis de l’Université Sainte-Anne

## Résidences
Sainte-Anne met à la disposition de ses étudiants quelque 300 places dans une dizaine de résidences pendant l’année scolaire régulière. Les étudiants qui le désirent sont d’ailleurs assurés d’obtenir une chambre. Durant les deux trimestres de l’année régulière, les chambres des résidences sont réservées aux étudiants inscrits à temps plein.
Les résidences :
- Beauséjour
- Lajeunesse
- Bellefontaine
- Bretonne
- LaPointe
- Baronnie
- Poitevine
- Belliloise
- Normande
- Beaulieu

## Autres sites d'enseignement et de recherche
L’université dispense son enseignement par l'intermédiaire de quatre campus qui se trouvent dans d'autres régions francophones de la Nouvelle-Écosse.  

### Le campus de Halifax
Le campus est au service de la communauté de la région métropolitaine de Halifax. L’université offre des programmes universitaires et collégiaux à une population francophone supérieure à 10 000 personnes et à une population d’environ 45 000 connaissant l’anglais et le français (la plus grande concentration de francophones de la province). On y trouve le département de français langue seconde, qui offre des cours à temps plein par l'intermédiaire de son École de français intensive ainsi que des cours à temps partiel.

### Le campus de Tusket
Depuis 1992, le campus de Tusket est à la disposition de la communauté d’Argyle et des régions environnantes. Il y accueille des étudiants à temps plein et à temps partiel, surtout du comté de Yarmouth.

### Le campus de Petit-de-Grat
Situé à L'Isle Madame, au sud du Cap-Breton, dessert les quatre communautés principales de cette île de 4 000 habitants, dont 80 % sont d’origine acadienne de langue française. Le campus de Petit-de-Grat est ainsi au service de la communauté d’Arichat, d’Arichat-Ouest, de D’Escousse et de Petit-de-Grat.

### Le campus de Saint-Joseph-du-Moine
Le campus de Saint-Joseph-du-Moine est au service des communautés de Chéticamp, Saint-Joseph-du-Moine, Terre-Noire, Belle-Côte et East Margaree. Ces communautés sont sur le circuit du Cabot Trail, une des routes panoramiques les plus visitées au Canada. La population d'environ 4 000 personnes est composée, en grande majorité, de gens d'origine acadienne.

## Personnalités liées

### Anciens étudiants
- Laurent Beaudoin - Président de Bombardier Inc.
- Pierre Belliveau - Député de la législature provinciale
- Benoît Comeau - Député de la législature provinciale
- Gerald J. Comeau - Sénateur
- (Joseph) Willie Comeau - Sénateur
- Joseph Comeau - Sénateur
- Louis R. Comeau - Président du Power Smart Inc.
- Joseph Aubin Doiron - Lieutenant gouverneur de l'Île du Prince Édouard
- Alain Doucet - folkloriste
- Jacques Alphonse Doucet - membre du groupe de musique Radio Radio
- Ryan Doucette - Humoriste, comédien, scénariste et réalisateur
- André Gaudet - écrivain
- Paul Gaudet - Ministre de la législature provincial
- Émile LeBlanc - nationaliste acadien
- Guy LeBlanc - Ministre de l'Éducation
- Mark Muise - député parlementaire
- Gérard Pothier - avocat

## Affiliations et accréditations
- ACCC Association des collèges communautaires du Canada
- AUCC Association des universités et collèges du Canada
- AUA Association des universités de l’Atlantique
- AUFC Association des universités de la francophonie canadienne
- AUF Agence universitaire de la francophonie
- CONSUP Council of Nova Scotia University Presidents
- CPLSC Conseil des programmes de langues secondes au Canada